# آخر المطاف (مسلسل)
آخر المطاف هو مسلسل دراما خليجي من إخراج سائد الهواري، قصة وسيناريو وحوار محمد النشمي وانتاج صباح بكتشرز وبطولة حشد بارز من النجوم منهم: عبد المحسن النمر وصلاح الملا وفاطمة الحوسني وشيماء سبت ومشاري البلام وعبد الله الطراروة ونور الكويتية.

## القصة
تدور احداث المسلسل حول أم وأسرتها إذا ان الأم في اواخر الأربعينات من عمرها يعمل زوجها في التجارة وقد عُرض على زوج شقيقته ويستولي بعدها على كُل ثروته فيخسر زوج شقيقته كل ما يملك وبعدها يمرض الأب ويقع مستسلماً لمرض مفاجئ في سرير موته وهنا تبدأ مخاوفه من ان تتزوج زوجته بعد وفاته ويستغل زوجها ارث ابنائه لذلك يقوم بتسجيل كل ما يملك بأسم ابنائه من ضمن ذلك المنزل الكبير ويعزل زوجته عن كل شيء وتتوالى الاحداث بعدها في نمط درامي لا تخلو منه الاثارة والغموض والتشويق.
ويناقش المسلسل أيضا هوس بعض الناس باستعراض حياتهم الخاصة في وسائل التواصل الاجتماعي وما له من تأثير سلبي على حياتهم ومدى تأثير النجوم على المتابعين.

## طاقم العمل
- عبد المحسن النمر
- صلاح الملا
- نور الكويتية
- فاطمة الحوسني
- محمد العامري
- شيماء سبت
- مشاري البلام
- فوز الشطي
- عبد الله الطراروة
- أبرار سبت
- مي البلوشي
- جاسم الخراز
- يامور
- أميرة النجدي
- آلاء شاكر
- عليا المناعي
- عبد الحميد البلوشي
- طلال الشمري